# Serra-di-Scopamène
Serra-di-Scopamène (korziško Sarra di Scupamè) je naselje ter občina v francoskem departmaju Corse-du-Sud regije - otoka Korzike. Leta 1999 je naselje imelo 120 prebivalcev.

## Geografija
Kraj leži v goratem južnem predelu otoka Korzike znotraj naravnega regijskega parka Korzike, 35 km severovzhodno od Sartène.

## Uprava
Serra-di-Scopamène je sedež kantona Tallano-Scopamène, v katerega so poleg njegove vključene še občine Altagène, Aullène, Cargiaca, Loreto-di-Tallano, Mela, Olmiccia, Quenza, Sorbollano, Sainte-Lucie-de-Tallano, Zérubia in Zoza s 1.261 prebivalci. Kanton je sestavni del okrožja Sartène.
1. ↑  »Populations légales 2016«. Nacionalni inštitut za statistične in gospodarske raziskave. Pridobljeno 25. aprila 2019.